# Polyzonus fasciatus
Polyzonus fasciatus là một loài bọ cánh cứng trong họ Cerambycidae.